# دیپیکا کاکار
دیپیکا کاکار (به انگلیسی: Dipika Kakar) (زاده ۶ اوت ۱۹۸۶) بازیگر هندی است.
از فیلم‌هایی که وی در آن نقش داشته‌است می‌توان به جوخه اشاره کرد.